# NGC 349
NGC 349 is een elliptisch sterrenstelsel in het sterrenbeeld Walvis. Het hemelobject ligt ongeveer 248 miljoen lichtjaar van de Aarde verwijderd en werd op 27 september 1864 ontdekt door de Duitse astronoom Albert Marth.

## Synoniemen
- PGC 3687
- MCG -1-3-68

## HD 6031
Vanaf de aarde gezien staat het stelsel NGC 349 schijnbaar dicht bij de ster HD 6031 (magnitude 7). Op sommige telescopisch verkregen foto's waar NGC 349 op te zien is, kan tevens het schijnsel van HD 6031 opgemerkt worden. Zie ook de stelsels NGC 345, NGC 347, en NGC 350 die zich eveneens schijnbaar dichtbij HD 6031 bevinden.